# Hydrornis oatesi
La pita rojiza (Hydrornis oatesi) es una especie de ave paseriforme de la familia Pittidae que vive en el sudeste asiático.

## Descripción
El plumaje del macho es principalmente de color castaño claro, de tono más anaranjado en el píleo y nuca, y tiene las alas, espalda y cola verdes. Presenta una lista postocular negra. La hembra es de aspecto similar aunque de tonos más apagados, parduzcos en las alas y cierto escamado difuso en la parte inferior de la garganta.

## Distribución y hábitat
Se extiende por los bosques de tierras altas del sudeste asiático, por encima de los 800 metros de altitud, distribuido por el sur de China, Laos, Malasia, el este de Birmania, Tailandia y Vietnam.

## Taxonomía
La especie fue descrita científicamente por el ornitólogo aficionado Allan Octavian Hume en 1790. Se reconocen cuatro subespecies:
- H. o. oatesi - se extiende desde Birmania al noreste de Laos y el sureste de Tailandia.[4]
- H. o. castaneiceps - se encuentra desde el sur de China al centro de Laos y noroeste de Vietnam.[4]
- H. o. bolovenensis - ocupa el sur de Laos y Vietnam.[4]
- H. o. deborah presente en la península malaya.[4]